# イエジマレンジ
イエジマレンジは伊江島（沖縄県国頭郡伊江村）にあるアメリカ軍海兵隊の訓練基地である。伊江島マラソンの際にコースの一部として使われたことがある。

伊江島空港付近の空中写真。左上の海岸沿いにある長方形の敷地がイエジマレンジである。
。1977年撮影の5枚を合成作成。

座標: 北緯26度43分50秒 東経127度45分25秒 / 北緯26.73067度 東経127.75708度